# Akodon spegazzinii
Akodon spegazzinii е вид бозайник от семейство Мишкови (Muridae). Видът е незастрашен от изчезване.

## Разпространение
Разпространен е в Аржентина.

## Описание
На дължина достигат до 9,9 cm, а теглото им е около 28,6 g.
Популацията им е стабилна.